# Павловский, Николай Иванович (артист)
Никола́й Ива́нович Павло́вский (творческий псевдоним Ни́ки О́тто; 3 [16] декабря 1912, Карачев, Орловская губерния — 23 марта 2012, Москва) — советский цирковой артист и киноактёр.

## Биография
Николай Иванович Павловский родился 20 ноября (3 декабря) 1912 года в Карачеве. Отец его владел типографией, но после революции её национализировали — это был сильный удар для Ивана Павловского, и из-за этого он вскоре умер. Николай был самым младшим из семи детей в семье, после смерти отца он с матерью переехал в Москву. Работать Николай начал ещё ребёнком — гардеробщиком в парикмахерской, потом помощником электрика в театре, в то время как его мать устроилась уборщицей в Клуб работников искусств.
Впервые на сцене Николай Павловский появился в возрасте 13 лет в составе детского коллектива «Синяя блуза», а в 16 лет совместно со своим 18-летним другом Сергеем Каштеляном подготовил акробатический юмористический номер, с которым они отправились гастролировать на юг. Вскоре после этого оба поступили в цирковое училище, которое окончили в 1933 году.
В 1930 году Николай взял себе сценический псевдоним Ники Отто, который использовал до 1960-х годов. В начале 1930-х годов попал в труппу Московского Мюзик-холла, в котором проработал несколько лет до самого его закрытия в 1936 году. Впервые на экране Отто появился в 1934 году в известной ленте «Весёлые ребята», в которой он со своим неизменным напарником, Сергеем Каштеляном, играл зачинщиков грандиозной драки на репетиции. Исполнение Николаем роли Чарли Чаплина в фильме 1936 года «Цирк» было лично отмечено Сталиным, который даже предложил снять отдельный фильм «про Чаплина» с Ники Отто в главной роли, но эти планы так и не были осуществлены.
Во время войны играл в театре московской милиции «Ястребок», где ставил номера на злободневные темы; там же познакомился со своей первой женой, литератором Раисой Коломиец, в соавторстве с которой написал и опубликовал пьесы «Аллея счастья» и «Третий лишний».
В конце 1950-х годов организовал «Московский молодёжный ансамбль пантомимы», который просуществовал десять лет. С 1969 года долгое время занимался режиссурой номеров, помогал начинающим эстрадным артистам.
Согласно трудовой книжке актёра, Николай Иванович вышел на пенсию в возрасте 95 лет.
Вторая жена (вдова) — Светлана Дмитриевна Знойко (род. 9 декабря 1931), художник .
Скончался 23 марта 2012 года в Москве. Похоронен на Ваганьковском кладбище (участок № 18).

## Фильмография
- 1934 — Весёлые ребята — музыкант, зачинщик драки на репетиции
- 1936 — Зори Парижа — фокусник (в титрах не указан)
- 1936 — Цирк — Чарли Чаплин
- 1937 — Наш цирк (к/м) — Чарли Чаплин
- 1938 — Волга-Волга — повар, игрок на ложках
- 1941 — Приключения Корзинкиной — пожарный в театре эстрады